# Formel-Nippon-Saison 2012
Die Formel-Nippon-Saison 2012 war die 26. Saison der Formel Nippon. Sie umfasste insgesamt sieben Rennwochenenden. Die Saison begann am 15. April und endete am 4. November in Suzuka.

## Teams und Fahrer
Alle Teams fuhren mit dem Chassis Swift FN09 der Firma Swift Engineering und Reifen von Bridgestone.
| Team                            | Nr. | Fahrer                 | Motor  | Rennen |
| ------------------------------- | --- | ---------------------- | ------ | ------ |
| Petronas Team TOM’S             | 01  | André Lotterer         | Toyota | 1–8, S |
| Petronas Team TOM’S             | 02  | Kazuki Nakajima        | Toyota | 1–8, S |
| Kondō Racing                    | 03  | Hironobu Yasuda        | Toyota | 1–8, S |
| Team LeMans                     | 07  | Kazuya Ōshima          | Toyota | 1–8, S |
| Team Kygnus Sunoco              | 08  | Loïc Duval             | Toyota | 1–8, S |
| HP Real Racing                  | 10  | Toshihiro Kaneishi     | Honda  | 1–8, S |
| HP Real Racing                  | 11  | Yuhki Nakayama         | Honda  | 4, 5   |
| Team Mugen                      | 15  | Takuma Satō            | Honda  | 6–8, S |
| Team Mugen                      | 16  | Naoki Yamamoto         | Honda  | 1–8, S |
| SGC by KCMG                     | 18  | Ryō Orime              | Toyota | 1–8, S |
| Team Impul                      | 19  | João Paulo de Oliveira | Toyota | 1–8, S |
| Team Impul                      | 20  | Tsugio Matsuda         | Toyota | 1–8, S |
| Nakajima Racing                 | 31  | Daisuke Nakajima       | Honda  | 1–8, S |
| Nakajima Racing                 | 32  | Takashi Kogure         | Honda  | 1–8, S |
| Project μ/cerumo・INGING        | 38  | Kōhei Hirate           | Toyota | 1–8, S |
| Project μ/cerumo・INGING        | 39  | Yūji Kunimoto          | Toyota | 1–8, S |
| Docomo Team Dandelion Racing    | 40  | Takuya Izawa           | Honda  | 1–8, S |
| Docomo Team Dandelion Racing    | 41  | Kōdai Tsukakoshi       | Honda  | 1–8, S |
| Tochigi Le Beausset Motorsports | 62  | Kōki Saga              | Toyota | 1–8, S |

- S: Teilnahme am Fuji Sprint Cup 2012

### Änderungen bei den Fahrern
Die folgende Auflistung enthält alle Fahrer, die an der Formel-Nippon-Saison 2011 teilgenommen haben und in der Saison 2012 nicht für dasselbe Team wie 2011 starteten.
Fahrer, die ihr Team gewechselt haben:
- Kōhei Hirate: Team Impul → Project μ/cerumo・INGING
- Tsugio Matsuda: SGC by KCMG → Team Impul

Fahrer, die in die Formel-Nippon einstiegen bzw. zurückkehrten:
- Loïc Duval: Super GT (Weider Honda Racing) → Team Kygnus Sunoco
- Toshihiro Kaneishi: Super GT (Keihin Real Racing) → HP Real Racing
- Yuhki Nakayama: Super GT (Nakajima Racing) → HP Real Racing
- Ryō Orime: Super GT (Team SG CHANGI) → SGC by KCMG
- Takuma Satō: IndyCar Series (KV Racing Technology) → Team Mugen
- Hironobu Yasuda: Japanische Formel-3-Meisterschaft (ThreeBond Racing) → Kondō Racing

Fahrer, die noch keinen Vertrag für ein Renncockpit 2012 besitzen:
| - Andrea Caldarelli - Takuto Iguchi | - Alexandre Imperatori - Hiroaki Ishiura | - Takashi Kobayashi - Hideki Mutō |

## Rennkalender
Die Saison 2012 umfasste acht Rennen. Zusätzlich fand nach der Saison ein nicht zur Meisterschaft zählender Lauf, der Fuji Sprint Cup 2012, in Fuji statt.
| Nr. | Datum         | Rennstrecke | Sieger                 | Zweiter                | Dritter                |
| --- | ------------- | ----------- | ---------------------- | ---------------------- | ---------------------- |
| 1.  | 15. April     | Suzuka      | Kazuki Nakajima        | Kōdai Tsukakoshi       | João Paulo de Oliveira |
| 2.  | 13. Mai       | Motegi      | André Lotterer         | João Paulo de Oliveira | Kazuki Nakajima        |
| 3.  | 27. Mai       | Kamitsue    | Kōdai Tsukakoshi       | Takuya Izawa           | Loïc Duval             |
| 4.  | 15. Juli      | Fuji        | André Lotterer         | Kazuki Nakajima        | Kazuya Ōshima          |
| 5.  | 05. August    | Motegi      | João Paulo de Oliveira | André Lotterer         | Kōdai Tsukakoshi       |
| 6.  | 23. September | Sugō        | Takuya Izawa           | Kōdai Tsukakoshi       | Loïc Duval             |
| 7.  | 04. November  | Suzuka      | Takuya Izawa           | Tsugio Matsuda         | Kōdai Tsukakoshi       |
| 8.  | 04. November  | Suzuka      | Kazuki Nakajima        | Loïc Duval             | Kōdai Tsukakoshi       |
| — * | 18. November  | Fuji        | Takuya Izawa           | João Paulo de Oliveira | Loïc Duval             |

## Wertungen

### Punktesystem
Die Punkte wurden nach folgendem Schema vergeben:
| Rennen | Position | 1  | 2 | 3 | 4   | 5 | 6   | 7 | 8   | PP |
| ------ | -------- | -- | - | - | --- | - | --- | - | --- | -- |
| 1–6    | Punkte   | 10 | 8 | 6 | 5   | 4 | 3   | 2 | 1   | 1  |
| 7, 8   | Punkte   | 8  | 4 | 3 | 2,5 | 2 | 1,5 | 1 | 0,5 | 1  |

### Fahrerwertung
| Pos. | Fahrer         | SU1 | MO1 | AUT | FU1 | MO2 | SUG | SU2 | SU3 |     | FU2    | Punkte |
| ---- | -------------- | --- | --- | --- | --- | --- | --- | --- | --- | --- | ------ | ------ |
| 01   | K. Nakajima    | 1   | 3   | 5   | 2   | 4   | 5   | 12  | 1   | 7   | 46,0   |        |
| 02   | K. Tsukakoshi  | 2   | 5   | 1   | 9   | 3   | 2   | 3   | 3   | DNF | 43,0   |        |
| 03   | T. Izawa       | 6   | 4   | 2   | 13  | 5   | 1   | 1   | 6   | 1   | 41,5   |        |
| 04   | A. Lotterer    | 5   | 1   | DNF | 1   | 2   | 10  | 5   | 8   | DSQ | 35,5   |        |
| 05   | J. de Oliveira | 3   | 2   | DNF | 6   | 1   | 6   | 4   | DNF | 2   | 34,5   |        |
| 06   | L. Duval       | 9   | 11  | 3   | 4   | 6   | 3   | 7   | 2   | 3   | 25,0   |        |
| 07   | K. Ōshima      | 4   | 8   | 6   | 3   | DNF | 4   | 8   | 7   | 10  | 21,5   |        |
| 08   | T. Matsuda     | 8   | 6   | 4   | 5   | 7   | DNF | 2   | DNF | 5   | 20,0   |        |
| 09   | K. Hirate      | 10  | NC  | 7   | 7   | 8   | 8   | 9   | 5   | 6   | 8,0    |        |
| 10   | T. Kogure      | 15  | DNF | 10  | 10  | 13  | NC  | 6   | 4   | 11  | 4,0    |        |
| 11   | N. Yamamoto    | 7   | 7   | 9   | 12  | DNF | 14  | 15  | DNF | 8   | 4,0    |        |
| 12   | T. Kaneishi    | 12  | 13  | 12  | NC  | 11  | 7   | 14  | 14  | 12  | 2,0    |        |
| 13   | Y. Kunimoto    | 14  | 9   | 8   | 8   | 10  | 13  | 11  | 12  | 4   | 2,0    |        |
| 14   | H. Yasuda      | 11  | 12  | 13  | 16  | 9   | 11  | 13  | 9   | 16  | 0,0    |        |
| 15   | T. Satō        |     |     |     |     |     | 9   | 17  | 10  | 13  | 0,0    |        |
| 16   | D. Nakajima    | 16  | 10  | 11  | 11  | 12  | 12  | 10  | 11  | 9   | 0,0    |        |
| 17   | K. Saga        | 13  | 14  | DNF | 14  | DNF | 15* | 16  | 13  | 14  | 0,0    |        |
| 18   | Y. Nakayama    |     |     |     | 15  | 14  |     |     |     |     | 0,0    |        |
| 19   | R. Orime       | 17  | 15  | DNF | DNF | DNF | DNF | 18  | 15  | 15  | 0,0    |        |
| Pos. | Fahrer         | SU1 | MO1 | AUT | FU1 | MO2 | SUG | SU2 | SU3 | FU2 | Punkte |        |

| Farbe                        | Bedeutung                               | Bedeutung |
| ---------------------------- | --------------------------------------- | --- |
| Gold                         | Sieger                                  | Sieger |
| Silber                       | 2. Platz                                | 2. Platz |
| Bronze                       | 3. Platz                                | 3. Platz |
| Grün                         | Platzierung in den Punkten              | Platzierung in den Punkten |
| Blau                         | Klassifiziert außerhalb der Punkteränge | Klassifiziert außerhalb der Punkteränge                                                                                         |
| Violett                      | Rennen nicht beendet (DNF)              | Rennen nicht beendet (DNF) |
| Violett                      | nicht klassifiziert (NC)                | |
| Rot                          | nicht qualifiziert (DNQ)                | nicht qualifiziert (DNQ) |
| Schwarz                      | disqualifiziert (DSQ)                   | disqualifiziert (DSQ) |
| Weiß                         | nicht am Start (DNS)                    | nicht am Start (DNS) |
| Weiß                         | zurückgezogen (WD)                      | |
| Weiß                         | Rennen abgesagt (C)                     | |
| Blanko                       | nicht teilgenommen                      | nicht teilgenommen |
| Blanko                       | verletzt oder krank (INJ)               | |
| Blanko                       | ausgeschlossen (EX)                     | |
| sonstige Formate und Zeichen | P/fett                                  | Pole-Position |
| sonstige Formate und Zeichen | kursiv                                  | Schnellste Rennrunde (in der GP2-Serie/FIA-Formel-2-Meisterschaft ab 2008 für die schnellste Rennrunde der besten zehn Piloten) |
| sonstige Formate und Zeichen | *                                       | nicht im Ziel, aufgrund der zurückgelegten Distanz aber gewertet                                                                |
| sonstige Formate und Zeichen | unterstrichen                           | Führender in der Gesamtwertung                                                                                                  |